# 1793 az irodalomban
Az 1793. év az irodalomban.

## Megjelent új művek

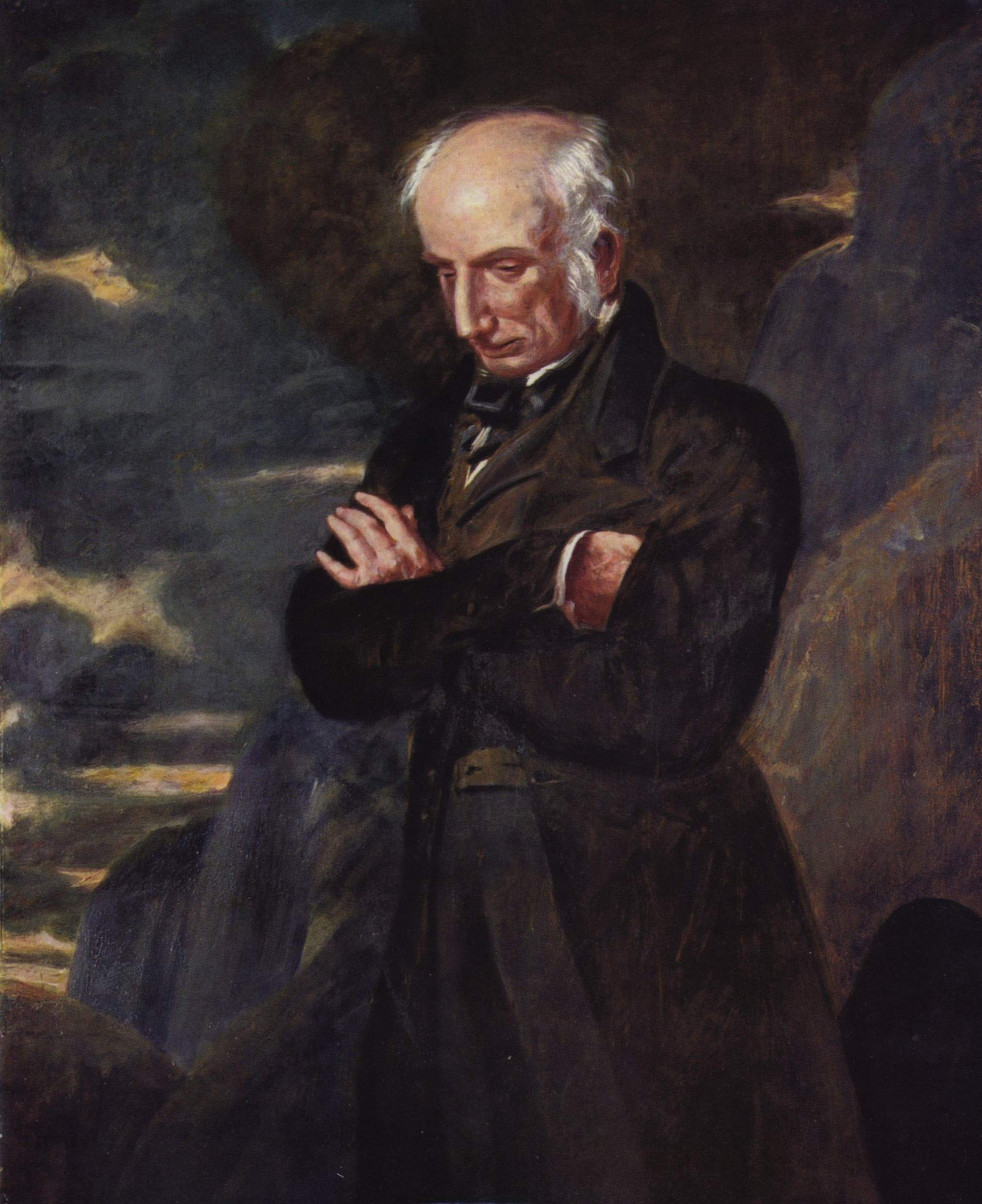
William Wordsworth

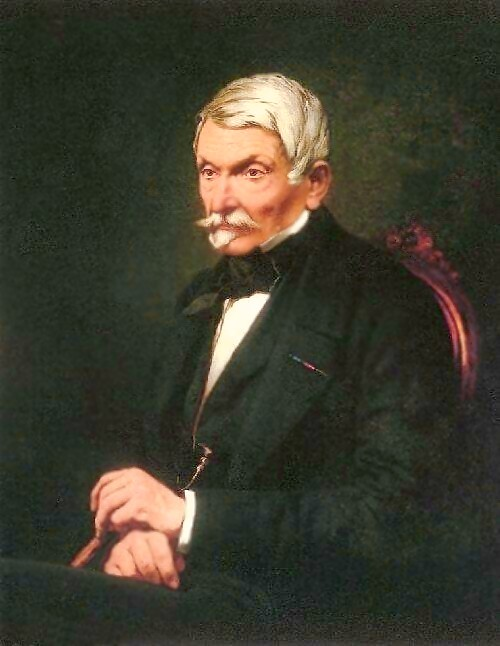
Aleksander Fredro

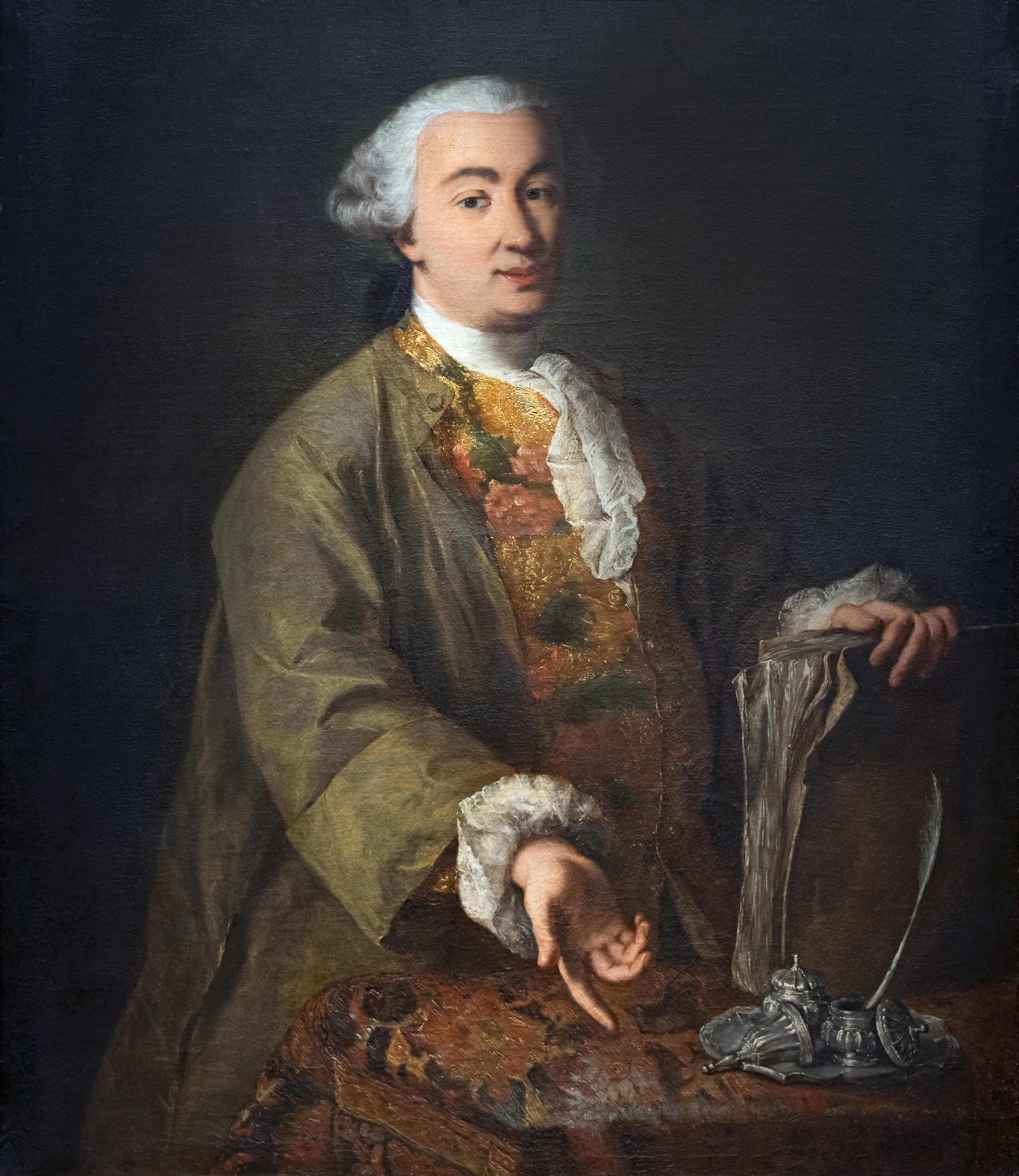
Carlo Goldoni

- William Blake elbeszélő költeménye: Visions of the Daughters of Albion (Albion lányainak látomásai).
- William Wordsworth, az angol romantika nagy költője: An Evening Walk (Egy esti séta).

### Magyar irodalom
- Gvadányi József második nagy verses elbeszélése, a Rontó Pál.
- Csokonai Vitéz Mihály megírja első eredeti színdarabját, A méla Tempefőit; a szatirikus (befejezetlen) darabot a költő életében nem adták elő.

## Születések
- február 20. – Ponori Thewrewk József magyar író, régiséggyűjtő († 1870)
- március 4.– Karl Lachmann német filológus († 1851)
- április 4. – Casimir Delavigne francia költő és drámaíró († 1843)
- június 20. – Aleksander Fredro lengyel költő, színműíró († 1876)
- július 29. – Ján Kollár cseh nyelven író szlovák származású evangélikus lelkész, költő, esztéta, népdalgyűjtő († 1852)
- december 28. – Karl Friedrich Neuman német orientalista nyelvész, fordító († 1870)

## Halálozások
- február 6. – Carlo Goldoni itáliai vígjátékíró (* 1707)
- június 26. – Karl Philipp Moritz német író (* 1756)
- december 13. – Johann Joachim Christoph Bode német zenetanár, műfordító, könyvkiadó, a német felvilágosodás egyik vezető alakja (* 1731)